# Fifth Ward (Luisiana)
Fifth Ward es un lugar designado por el censo ubicado en la parroquia de Avoyelles en el estado estadounidense de Luisiana. En el Censo de 2010 tenía una población de 800 habitantes y una densidad poblacional de 59,39 personas por km².

## Geografía
Fifth Ward se encuentra ubicado en las coordenadas 31°7′15″N 92°9′30″O / 31.12083, -92.15833. Según la Oficina del Censo de los Estados Unidos, Fifth Ward tiene una superficie total de 13.47 km², de la cual 13.47 km² corresponden a tierra firme y (0%) 0 km² es agua.

## Demografía
Según el censo de 2010, había 800 personas residiendo en Fifth Ward. La densidad de población era de 59,39 hab./km². De los 800 habitantes, Fifth Ward estaba compuesto por el 97.13% blancos, el 0.63% eran afroamericanos, el 1.38% eran amerindios, el 0.25% eran asiáticos, el 0% eran isleños del Pacífico, el 0% eran de otras razas y el 0.63% pertenecían a dos o más razas. Del total de la población el 1% eran hispanos o latinos de cualquier raza.